# Paddy Mulligan
Patrick Martin Mulligan, más conocido como Paddy Mulligan (Dublín, Irlanda, 17 de marzo de 1945), es un exfutbolista y entrenador de fútbol irlandés que se desempeñó como defensa en clubes como el Shamrock Rovers y el Chelsea FC.

## Selección nacional
Fue internacional con la Selección de fútbol de Irlanda en 50 ocasiones y marcó un gol. Debutó el 4 de mayo de 1969, en un encuentro de clasificación para la Copa Mundial de Fútbol de 1970 ante la selección de Checoslovaquia que finalizó con marcador de 2-1 a favor de los checoslovacos.

## Clubes

### Como jugador
| Club                 | País       | Año       |
| -------------------- | ---------- | --------- |
| Bohemian FC          | Irlanda    | 1963      |
| Shamrock Rovers      | Irlanda    | 1963-1969 |
| Chelsea FC           | Inglaterra | 1969-1972 |
| Crystal Palace       | Inglaterra | 1972-1975 |
| West Bromwich Albion | Inglaterra | 1975-1979 |
| Shamrock Rovers      | Irlanda    | 1979-1980 |

### Como entrenador
| Club             | País    | Año       |
| ---------------- | ------- | --------- |
| Galway United FC | Irlanda | 1983-1984 |
| Shelbourne FC    | Irlanda | 1985-1986 |

## Palmarés

### Campeonatos nacionales
| Título              | Club            | País    | Año       |
| ------------------- | --------------- | ------- | --------- |
| Copa de Irlanda     | Shamrock Rovers | Irlanda | 1964-1965 |
| Copa de Irlanda     | Shamrock Rovers | Irlanda | 1965-1966 |
| Top Four Cup        | Shamrock Rovers | Irlanda | 1965-1966 |
| Copa de Irlanda     | Shamrock Rovers | Irlanda | 1966-1967 |
| Dublin City Cup     | Shamrock Rovers | Irlanda | 1966-1967 |
| Copa de Irlanda     | Shamrock Rovers | Irlanda | 1968-1969 |
| Leinster Senior Cup | Shamrock Rovers | Irlanda | 1968-1969 |

### Copas internacionales
| Título           | Club       | País       | Año     |
| ---------------- | ---------- | ---------- | ------- |
| Recopa de Europa | Chelsea FC | Inglaterra | 1970-71 |